# 十月鎮 (巴什科爾托斯坦共和國)
十月鎮（羅馬化：Oktyabr'skiy）是俄羅斯巴什科爾托斯坦共和國的一座城市，位於該國西部伊克河畔。2010年人口109,474；2002年人口108,647；1989年人口104,732。
附近有十月镇机场。